# 0-1-1

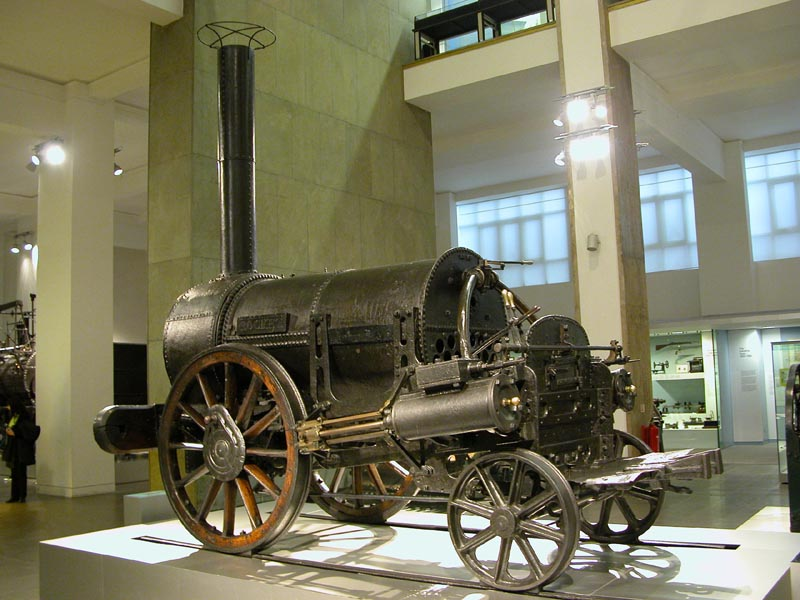
«Ракета» Стефенсона, первый локомотив с осевой формулой 0-1-1. Вследствие реконструкции цилиндры установлены ниже изначального положения.

Тип 0-1-1 — паровоз с одной движущей и одной поддерживающей осями. Бегунковых колёсных пар не имеет. Паровозы с данной осевой формулой создавались Robert Stephenson and Company для использования на железной дороге Ливерпуль — Манчестер. В классификации Уита такой тип паровоза получил название Нортумбрианец (англ. Northumbrian), по названию одного из паровозов Джорджа Стефенсона, успешно использовавшего данную осевую формулу.

## Другие нотации
Другие методы записи:
- Американский (классификация Уита) — 0-2-2
- Французский — 011
- Германский (Классификация UIC) — A1
- Турецкий — 12
- Швейцарский — 1/2

## Железная дорога Ливерпуль — Манчестер

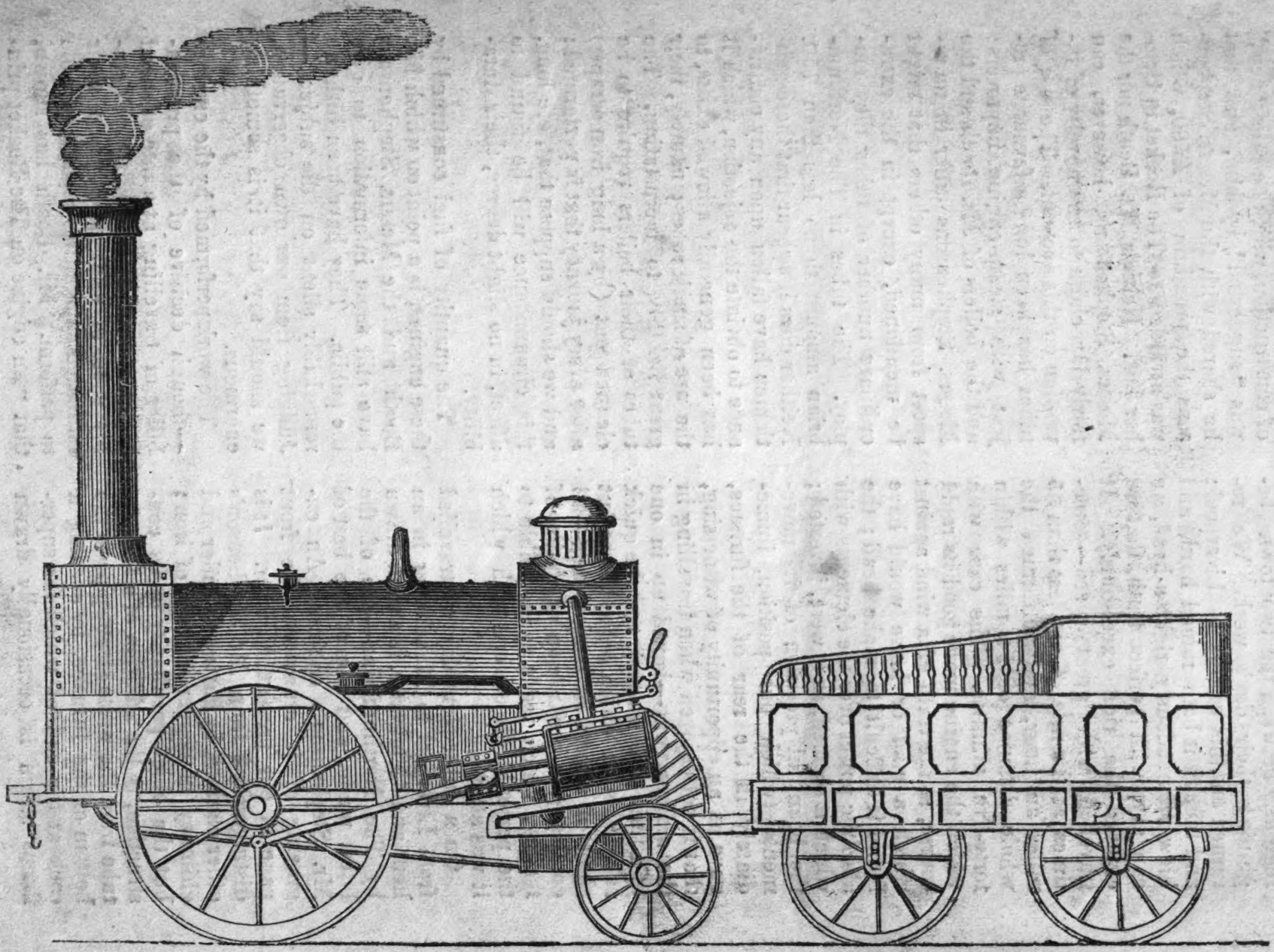
Локомотив «Нортумбрианец», изображенный в выпуске журнала «Mechanics' Magazine» от 16 октября 1830 года.

### Ракета
Колесная формула 0-1-1 была впервые использована для паровоза «Ракета» Стефенсона, участвовавшего в Рейнхильских состязаниях в 1829 году — конкурсе по выбору конструкции локомотива для новой железной дороги Ливерпуль — Манчестер. Хотя предыдущие проекты Джорджа Стефенсона представляли собой тяжелые двухсцепные грузовые локомотивы, он понимал, что для победы в соревнованиях требуется быстрый и лёгкий паровоз с умеренной мощностью, поэтому конструкция «Ракеты» сильно отличалась от прошлых разработок. Стефенсон был сторонником гладкой железной дороги, несмотря на господствующую в то время концепцию зубчатых железных дорог. Также он считал, что для небольших нагрузок на Рейнхилльских состязаниях будет достаточно всего одной ведущей оси, что позволило упростить конструкцию, поскольку не требовалось ни цепного привода между осями, ни внешних соединительных тяг.
Для достижения достаточного сцепления было необходимо, чтобы бо́льшая часть веса «Ракеты» приходилась на ведущую ось, а не на поддерживающую. Тяжелый котел был размещен спереди, а ось находилась под ним, что и позволило использовать схему 0-1-1, а не 1-1-0. Цилиндры были установлены под углом, как на разработанном годом ранее локомотиве Lancashire Witch, а не вертикально, как на типичных паровозах того времени (в поздних модификациях «Ракеты» цилиндры ставились почти горизонтально). Таким образом, цилиндры располагались над топкой, а машинист и кочегар находились на одной платформе в задней части локомотива. Раньше их часто размещали в разных концах паровоза.

### Новелти
Новелти, представленная Эрикссоном и Брейтуэйтом на тех же испытаниях, представляла собой танк-паровоз с осевой формулой 0-1-1. Ведущие и поддерживающие колеса были одинакового размера, а также имелась возможность установки цепного привода для обеспечения лучшего сцепления «при необходимости».

### Нортумбрианец
Единственным локомотивом, успешно прошедшим испытания, стала «Ракета», и компания Стефенсона стала поставщиком локомотивов для Ливерпульско-Манчестерской железной дороги.
Компоновка 0-1-1 впоследствии использовалась компанией Robert Stephenson and Company на восьми локомотивах, поставленных Ливерпульско-Манчестерской железной дороге после 1829 года: Meteor, Comet, Dart, Arrow, Phoenix, North Star, Northumbrian и Majestic. Как и у обновлённой «Ракеты», цилиндры у них были расположены низко, почти горизонтально.
Нортумбрианец впоследствии был заменён локомотивом 1-1-0 «Планета». В изменённой компоновке цилиндры размещались внутри, между рамами, и под дымовой коробкой спереди. Внутри цилиндры располагались ближе друг к другу, что уменьшало тряску, и, соответственно, позволяло уменьшить рыскание на большой скорости. Размещение цилиндров под дымовой коробкой также позволило сделать более короткие паровые и выхлопные трубы, ведущие к конусному устройству, что повысило эффективность. Нортумбрийцы были последними и единственными серийными локомотивами с такой колесной формулой.
После «Планеты» большинство пассажирских локомотивов стали использовать схему 1-1-1 с дополнительной передней несущей осью для улучшения хода на скорости.

## Танк-паровозы

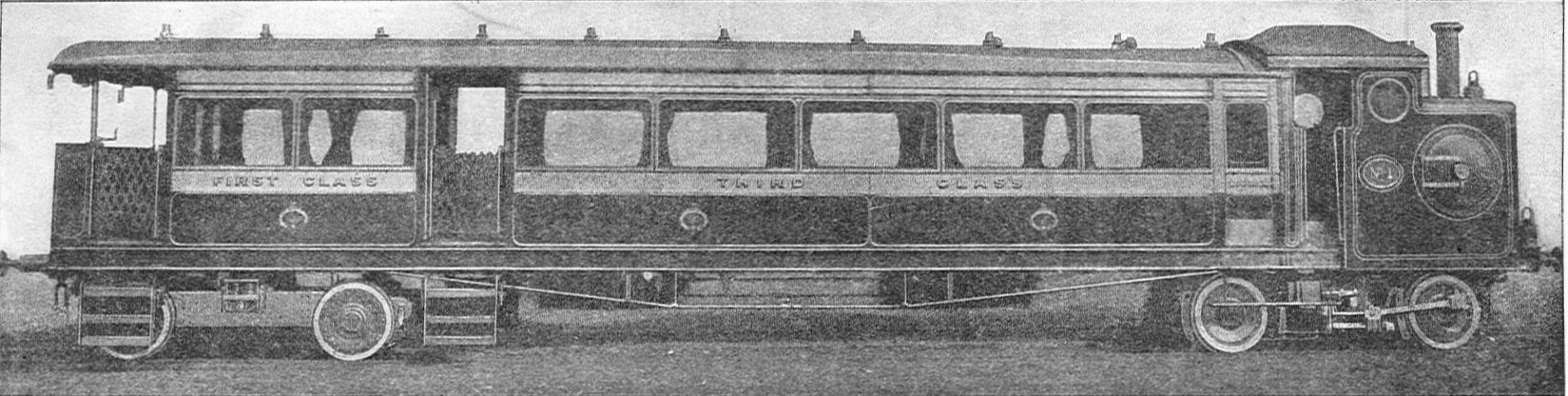
Моторный вагон с локомотивной секцией 0-1-1, ок. 1905 г.

В начале XX века различными железнодорожными компаниями Великобритании было построено несколько моторных вагонов, в которых локомотивная секция имела колесную формулу 0-1-1, но они были спроектированы для работы в полупостоянном соединении с вагоном.

В танк-паровозах LSWR C14 class использовалась похожая компоновка, но обратная — 1-1-0, однако из-за низкой нагрузки на движущую колёсную пару, что приводило её плохому сцеплению с рельсами, они не имели хороших эксплуатационных характеристик, и половина из них была переделана паровозы S14 с осевой формулой 0-2-0.